# Joanna Rakoff
Joanna Smith Rakoff est une auteure américaine née le 8 mai 1972 à Nyack, dans l'État de New York.

## Biographie
Joanna Rakoff a étudié la littérature anglaise à Oberlin College dans l'Ohio entre 1990 et 1995. Elle a également étudié à University College à Londres et à l'université Columbia. Enfant, elle passait son temps à lire et à écrire. Elle a publié son premier poème dans le magazine de littérature de son école primaire. Elle a d'abord voulu devenir professeur des universités. Mais elle s'est rendu compte rapidement qu'une carrière universitaire ne lui conviendrait pas et qu'elle voulait consacrer sa vie à l'écriture.
Souhaitant devenir écrivaine, elle s'installe à New York et décroche un emploi d'assistante dans l'une des plus anciennes agences littéraires, chez Harold Ober Associates. Cette agence suit des auteurs notoires tels que J. D. Salinger, F. Scott Fitzgerald ou encore Agatha Christie. Joanna Rakoff répondait ainsi aux courriers des admirateurs de J. D. Salinger. Joanna Rakoff, bouleversée par sa rencontre avec J. D. Salinger dont elle n'avait rien lu, traite de cette période de sa vie dans ses mémoires intitulés Mon année Salinger, publié en 2014.
C'est en 2009 que Joanna Rakoff publie son premier roman, Le Plus Bel Âge, en 2009. Le roman connaît un certain succès commercial et critique aux États-Unis et reçoit le Prix Goldberg de la fiction et le prix des lecteurs Elle. En France, ce sont les éditions des Presses de la Cité qui publient ce roman.
En 2010, Joanna Rakoff réalise un documentaire sur J. D. Salinger intitulé Hey Mr. Salinger. Le scénario de ce documentaire a été lu par un éditeur britannique qui a encouragé Rakoff à écrire ses mémoires sur son emploi aux côtés de J. D. Salinger Elle suit les conseils de l'éditeur et publie en 2014 Mon année Salinger, livre largement acclamé par la critique et traduit dans de nombreuses langues. Rachel Cooke, dans The Guardian, parle d'un « livre fantastique sur le fait d'être jeune et seul dans une grande ville ». Elle a qualifié le roman de « meilleur livre jamais écrit sur New York ».
Le livre sera adapté au cinéma par le réalisateur québécois Philippe Farladeau en 2020, sous le titre Mon année à New York. L'actrice Margaret Qualley joue le rôle de Joanna et donne la réplique à Sigourney Weaver. Le film fait l'ouverture de la Berlinale 2020.
Rakoff a travaillé comme journaliste et critique littéraire pour des médias comme le Los Angeles Times, le Guardian ou encore le New York Times. Elle a aussi prêté sa plume aux magazines Vogue et Marie-Claire. Elle a également été rédactrice en chef du magazine littéraires Poets and Writers.

## Vie privée
Elle vit à Cambridge, dans le Massachusetts, avec son mari le compositeur Keeril Makan, professeur au MIT. Elle a trois enfants.